# Surskij rajon
Il Surskij rajon (in russo Сурский район?) è un rajon dell'Oblast' di Ul'janovsk, nella Russia europea; il suo capoluogo è Surskoe.